# Stijn De Smet
Stijn De Smet (Bruges, 27 de março, 1985) é um futebolista profissional belga. 

## Carreira
Stijn De Smet integrou o elenco da Seleção Belga de Futebol,  que competiu nos Jogos Olímpicos de Verão de 2008.. 